# Чорні дракони
Чорні дракони — трилер 1942 року.

## Сюжет
Перед початком Другої світової війни нацисти на прохання японської організації  «Чорні дракони» посилають до Японії доктора Мелчера, щоб він зробив пластичні операції шістьом японцям, перетворивши їх на шістьох знаменитих американців. Але після операції за наказом глави організації Якамея доктор Мелчер поміщений у в'язницю, щоб секрет помер разом з ним. Але у в'язниці доктор Мелчер міняється місцями з чоловіком Коломбом, якого незабаром випускають на волю. Разом з шістьма новоспеченими американцями-промисловцями, доктор прямує до Америки. Він довідується, що вони повинні зайняти місце справжніх американців, що володіють серйозними промисловими підприємствами, щоб провести на них акти саботажу до початку війни. Одного за іншим доктор Мелчер вбиває японців і кладе їх трупи на сходинки японського посольства. Агенти ФБР Колтон і Мартін складають докупи обставини смерті п'ятеро убитих людей і розуміють, що це справа рук доктора Мелчера. Як наживка для його упіймання вони використовують японця, який останній залишився в живих.